# Sibirocyba incerta
Sibirocyba incerta là một loài nhện trong họ Linyphiidae.
Loài này thuộc chi Sibirocyba. Sibirocyba incerta được Wladislaus Kulczynski miêu tả năm 1916.